# بجیولد
 بجیولد (به انگلیسی: bejeweled) مجموعه‌ای از بازی‌های ویدئویی به سبک معمایی و تطبیق کاشی است که توسط پاپ‌کاپ گیمز ساخته شده‌اند.  بجیولد ابتدا برای مرورگرها در سال ۲۰۰۱ منتشر شد و پس از آن هفت دنباله برایش ساخته شد. بجیولد ۲ (۲۰۰۴)، بجیولد توییست (۲۰۰۸)، بجیولد بلیتز (۲۰۰۹)، بجیولد ۳ (۲۰۱۰)،  بجیولد لجند (۲۰۱۲، فقط در ژاپن) بجیولد استارز (۲۰۱۶) و  بجیولد قهرمانان (۲۰۲۰). همهٔ این بازی‌ها توسط پاپ‌کاپ گیمز و مادر الکترونیک آرتس ساخته شده‌اند. بیش از ۱۰ میلیون نسخه از  بجیولد فروخته شده‌است و این بازی بیش از ۳۵۰ میلیون بار دانلود شده‌است. تا فوریه ۲۰۱۰، فروش بیجیویلد به ۵۰ میلیون رسید. این رقم شامل بازی اصلی، به علاوه نسخه‌های بلیتز و توییست است. یک نسخه آرکید در سه‌ماهه سوم ۲۰۱۳ منتشر شد.

## بازی‌ها
| ۲۰۰۱ | بجیولد          |
| ۲۰۰۲ |                 |
| ۲۰۰۳ |                 |
| ۲۰۰۴ | بجیولد ۲        |
| ۲۰۰۵ |                 |
| ۲۰۰۶ |                 |
| ۲۰۰۷ |                 |
| ۲۰۰۸ | بجیولد بلیتز    |
| ۲۰۰۹ |                 |
| ۲۰۱۰ | بجیولد ۳        |
| ۲۰۱۱ |                 |
| ۲۰۱۲ | بجیولد لجند     |
| ۲۰۱۳ |                 |
| ۲۰۱۴ |                 |
| ۲۰۱۵ |                 |
| ۲۰۱۶ | بجیولد استارز   |
| ۲۰۱۷ |                 |
| ۲۰۱۸ |                 |
| ۲۰۱۹ |                 |
| ۲۰۲۰ | بجیولد قهرمانان |

سری اصلی
- بجیولد (۲۰۰۱)
- بجیولد ۲ (۲۰۰۴)
- بجیولد ۳ (۲۰۱۰)

اسپین آف‌ها
- بجیولد توییست (۲۰۰۸)
- بجیولد بلیتز (۲۰۰۸)
- بجیولد لجند (۲۰۱۲، فقط ژاپن)
- بجیولد استارز (۲۰۱۶)
- بجیولد قهرمانان (۲۰۲۰)[۴]

## تأثیر
بجیولد تحت تأثیر بازی شریکی است که در سال ۱۹۸۸ توسط توسعه‌دهندهٔ روسی، یوجین آلمژین، ساخته شد و هر دو گیم پلی مشابهی دارند.